# Friedrich Seifert
Friedrich Alfred Seifert (Dresda, 8 maggio 1941) è un mineralogista tedesco.
Egli è il direttore fondatore del Bayerisches Geoinstitut presso l'Università di Bayreuth. Inoltre il minerale seifertite porta il suo nome.

## Carriera
Seifert è nato a Dresda, Germania, nel 1941. Ha studiato mineralogia all'Università di Kiel e all'Università di Zurigo e ha conseguito il dottorato presso l'Università di Zurigo nel 1966 per il suo lavoro sulla metamorfosi delle rocce ad alte temperature e pressioni. Per il suo lavoro di post-dottorato, Seifert si è trasferito all'Università di Bochum esponendo la tesi per l'abilitazione nel 1970. Nel 1972, divenne professore presso l'Università di Bochum. Poi è stato al Carnegie Geophysical Laboratory di Washington, DC, dove ha applicato la spettroscopia Mössbauer per studiare la cinetica della formazione di rocce e minerali. Dopo il ritorno in Germania, nel 1974, ha assunto una posizione di professore presso l'Università di Kiel. Poi Seifert si è trasferito all'Università di Bayreuth, nel 1986 e divenne il primo direttore dell'ordine appena fondato l'università Bayerisches Geoinstitut.

## Riconoscimenti
Seifert è membro di numerose società, tra cui: Academia Europaea (1990), Accademia tedesca delle Scienze Leopoldina (1991), Accademia delle scienze di Gottinga (1992) e l'Accademia bavarese delle scienze (2006). Nel 1987, è stato insignito del premio Wilhelm Leibniz di 2,5 milioni di euro. Nel 1994, ha ricevuto un dottorato honoris causa dalla Facoltà di Scienze e Tecnologie dell'Università di Uppsala, in Svezia. Nel 2004, ha ricevuto la Medaglia d'Abraham Gottlob Werner per i risultati conseguiti nella petrologia sperimentale e teorica e nella spettroscopia di minerali e fusi silicatici.
Nel 2008, un polimorfo di alta pressione di quarzo (SiO2), seifertite, è stato chiamato in suo onore. Questo minerale e il suo nome sono ufficialmente riconosciuti dalla Associazione Mineralogica Internazionale.